# Sukawera (Ligung)
Sukawera is een bestuurslaag in het regentschap Majalengka van de provincie West-Java, Indonesië. Sukawera telt 2465 inwoners (volkstelling 2010).